# Pilar Mateos
Pilar Mateos Martín (n. Valladolid, 30 de agosto de 1942) es una escritora española reconocida sobre todo por sus obras de literatura infantil. 

## Características
En sus relatos destaca la atención a los personajes aislados (marginados hasta cierto punto, o tristes por lo que los rodea, o descontentos de sí), a los que se describe sin moralinas expresas (véase Jeruso quiere ser gente, donde la crítica al tendero no se hace explícita y la reivindicación de los desfavorecidos queda en mostrar que lo diferente no se identifica con lo malo). Aparte, en sus historias se funden la realidad y la imaginación, por lo que en medio de un ambiente realista podemos encontrar lápices que dan existencia a lo dibujado (Historias de Ninguno), vendedores de cocodrilos (Molinete) o niños que a voluntad se convierten en caballos sapos y culebras (El rapto de Caballo Gris). En particular, en su obra hay una idea central que indica que la fantasía y los sueños tienen el poder de crear nuevas realidades, situadas al mismo nivel de experiencia que la cotidiana.
Ha realizado también una serie de veintiséis guiones infantiles para la primera cadena de RTVE en 1978 dentro del programa Los episodios.  Ella, puestos a elegir, prefiere la luz y el silencio, las ardillas, el cine sin trucos efectistas, los helados italianos y la amistad de las personas consecuentes. Cree que debemos evitar el sufrimiento gratuito de los animales en la misma medida que el nuestro; que los gobiernos deben organizar con urgencia un centro internacional de asistencia a los niños. Y que cada pueblo y cada individuo debemos alcanzar nuestra propia estatura sin aplastar el prójimo para empinarnos sobre las espaldas de nadie.
Pilar Mateos es así mismo autora de una particular expresividad estilística: no tanto por un léxico extraño o infrecuente, ni por el uso de dialectalismos, como por el empleo de imágenes poéticas que se integran en las descripciones sin aspavientos ni pedante.

## Obra

### Actividad radiofónica teatral
- Canción para un largo invierno,1980, Premio de guiones de Radio Nacional de España
- Mentar al diablo – 1985, Premio Margarita Xirgú
- La entrometida - 1986, Radio Uno
- Doble o nada – 1999, Premio Margarita Xirgú

### Literatura infantil
- Historias de Ninguno, 1980, Premio El Barco de Vapor
- Jeruso quiere ser gente, 1981, Premio El Barco de Vapor
- Lucas y Lucas. El rapto de Caballo Gris,Premio Altea 1981
- Capitanes de plástico, 1982, Premio Lazarillo
- Molinete, 1984
- El parque de papel, 1984
- La bruja Mon, 1984
- La linterna mágica, 1986
- La isla menguante, 1987
- Mi tío Teo, 1987
- Doneco Teleco, 1988
- Quisicosas, 1988
- Zapatones, 1988
- La princesa que perdió su nombre, 1991
- ¡Qué desastre de niño!, 1992
- El pequeño Davirón, 1993
- La tripa de Tino, 1996
- La bruja del pan "pringao", 1997
- El espejo sabio, 2002

### Narrativa Juvenil
- El cuento interrumpido, 1984
- El vidente, 1987
- Un Pelotón de mentiras, 1988
- Silverio el grande, 1991
- La casa imaginaria, 1994
- Sin miedo a los brujos, 1995
- El reloj de las buenas horas, 1996
- Gata García, 1997, Premio Edebé
- Barbas Jonás y los títeres acatarrados, 1997
- El viejo que no salía en los cuentos, 1997
- El fantasma en calcetines, 1999, Premio Ala Delta
- El tragaletras, 2003
- Los chicos de al lado, 2005

### Narrativa
- La segunda persona, 1993
- El Caminero, 1994
- Menos que el olvido, 2002 premio Caja España de libro de relatos
- El gorila manco, 2009

### Teatro
- El Pantano , 2007 Premio Teatro independiente Alcalaino
- Paula por Paula , 2013 Premio Teatro independiente Alcalaino
- Gracias al Sol , 2014 Estreno teatro de la Abadía, Madrid

### Zarzuela
- Quedamos en la Gran Vía Libreto , 2014

### Opera
- La Casa Imaginaria Libreto , 2018 Estreno en el Auditorio ciudad de León

### Televisión
- Una historia de amor , 1965 Autores invitados
- Marita y María (Adaptación)
- El largo camino de la Nochevieja , 1971 Tríptico de Navidad
- Los episodios , 1978 , 26 episodios infantiles para TVE

## Ensayo
- La biblioteca del náufrago IV. Libro colectivo con textos de Gonzalo Calcedo, Óscar Esquivias, Pilar Mateos, José María Merino y Luis Javier Moreno. Junta de Castilla y León, 2010.[2]

## Premios
Por su labor radiofónica ha merecido el primer Premio de Guiones RNE en 1980.  Por sus guiones de radio teatro "Mentar al diablo" (1985) y "Doble o nada" (1999) han obtenido en 2 ocasiones el Premio de Teatro Radiofónico «Margarita Xirgu», que convoca la Agencia Española de Cooperación Internacional para el Desarrollo y Radio Exterior de España.
En 1980, premio Barco de Vapor por  Historias de Ninguno  
En 1981 , Primer premio Barco de Vapor por  Jeruso quiere ser gente  , y el segundo premio Altea por Lucas y Lucas.
En 1982 ganó el premio Lazarillo por Capitanes de plástico.
En 1997 primer premio editorial edebe por  Gata Garcia .
En 1999 premio Ala Delta por  El fantasma en calcetines  .
En 2002 premio Caja España de libro de relatos por  Menos que el olvido  .
En 2009 ganó el premio Cervantes Chico otorgado por el Ayuntamiento de Alcalá de Henares para premiar la literatura infantil.